# Брак (замысел Достоевского)
«Брак» — задуманный, но неосуществлённый роман русского писателя XIX века Фёдора Михайловича Достоевского. В основе — сюжет о надрывном союзе несходных людей. Впервые черновые материалы были опубликованы в 1935 году.

## Возникновение замысла
В конце 1864 — начале 1865 года Достоевский работал над замыслом «Неслыханное приключение или, вернее сказать: пассаж в Пассаже, состоящий в том, как некий почтенный господин пассажным крокодилом был проглочен живьем и что из этого вышло. Семеном Захожим доставлено», позже ставшим рассказом «Крокодил». Первоначальные черновые наброски задуманного романа «Брак» встречаются среди подготовительных материалов к этому рассказу.
Литературоведы отмечали возможный автобиографический подтекст произведения — воспоминания о романе с Марией Дмитриевной Исаевой. Также обращали внимание на связь замысла романа с письмами Александру Егоровичу Врангелю. Отвечая своему давнему приятелю, писатель рассказывал о тяжёлых обстоятельствах жизни — смерти жены и брата. Своё состояние в период замысла романа Достоевский также излагает в этих письмах: «И вот я остался вдруг один, и стало мне просто страшно. Вся жизнь переломилась разом надвое <…> мне не для чего оставалось жить <…> Стало все вокруг меня холодно и пустынно <…> Тревога, горечь, самая холодная суетня».

## Материалы по роману
Ч. умер, дети. Катя. Выходи хоть за писаря, аудитора. Он перебивает.

Брак. Она не подходит, не сходятся, неужели ж жизнь убил?

Начинает ее любить (характер княжны Кати), вся противуречье и насмешка. Звезда в городе. Губернатор за ней. Насмешки над мужем. Он ее тиранизирует. Она пробует быть женой; хозяйничает.
Впервые подготовительные материалы Достоевского с задуманным романом «Брак» были опубликованы литературоведом Леонидом Петровичем Гроссманом в 1935 году. Записи были обнаружены в деловых тетрадях литературного журнала «Эпоха» братьев Михаила Михайловича и Фёдора Михайловича Достоевских, во второй записной книжке к роману «Преступление и наказание».
По мнению литературоведов, Достоевский с увлечением разрабатывал сюжет о надрывном союзе несходных людей. Главная героиня задуманного произведения должна была унаследовать черты характера княжны Кати из повести «Неточка Незванова». Одновременно из отмеченного автобиографического подтекста произведения следовала отсылка к жене писателя — Марии Дмитриевне Исаевой, из чего главная героиня — «вся противуречье и насмешка». Отмечается благородство мужа, но полное отсутствие любви к нему: «высказывает ему же его добродетели и сколько она ему обязана и как он хорош, начнет патетически со слезами, а кончит насмешкой над ним же».
2-я	часть. Ищет ее, находит (роман в этом, в приключениях). Она прячется, в доверенность. Она ветреничает. Тоска ее. Эксцентричность. Ей скучно. Он у ней и при ней христианин. Она сходит с ума. В больнице. Ходит к ней, воскресает. Обновилась в новой жизни. Умерла любя. Он один.

Или судя по развитию:

3-я	часть, где добил и умерщвляет ее.

Она ревнует его умирая (грациозно). Умирает с словом ему: «живи».
Действие романа должно было начинаться с юности героини, рано лишившейся отца, и последовательно описывать её жизнь вплоть до возможной смерти. Основная история — неудачный, но необходимый обоим героям брак с писарем или аудитором: «Она не подходит, не сходятся, неужели ж жизнь убил?». В дальнейшем героиня встречает молодого князя, к которому возникает «непосредственное чувство». Образовавшийся полный драматизма «любовный треугольник» должен был послужить основным конфликтом романа. Литературоведами подчеркивалось, что замысел «полон надрывов», хотя сюжет открытой измены и несостоявшейся дуэли достаточно распространён.
В дальнейшем героиня сбегает «прячется, в доверенность. Она ветреничает. Тоска её. Эксцентричность. Ей скучно». Здесь должны были возникнуть два важных мотива: осмеяние главного героя, ставшего «посмешищем для всех», и сумасшествие героини, оказавшейся в психиатрической клинике. Эти мотивы тем или иным образом разрабатываются Достоевским в романах «Идиот», «Преступление и наказание», «Униженные и оскорблённые», повести «Неточка Незванова».
В итоге должно было произойти взаимное очищение героев. Главный герой «ищет её, находит (роман в этом, в приключениях)». Через страдание и тоску происходит его очищение. Главная героиня также «обновилась в новой жизни. Умерла любя».